# Abbaye Saint-Éloi de Noyon
L'abbaye Saint-Éloi de Noyon est une ancienne abbaye bénédictine, située à Noyon dans l'actuel département français de l'Oise en région Hauts-de-France.

## Histoire
Elle est fondée, hors les murs, vers 640, sous le vocable de saint Loup par saint Éloi, évêque de Noyon, avec l'aide de Clovis II et la reine Bathilde, dans le faubourg d'Orroire, à l'est de Noyon 49° 34′ 43″ N, 3° 00′ 24″ E, dans un endroit marécageux nommé le pré Saint Eloi. Saint Éloi y est inhumé en 659 ; l'abbaye lui est alors dédiée, confirmé par une bulle de Jean XV en 988.
Le monastère tombe en décadence et, en 842, l'église fait partie des dépendances de la cathédrale de Noyon. Elle est détruite par les Vikings en 860. En 881, les Vikings font une nouvelle apparition dans le Noyonnais. L’évêque Heidilon craignant que les reliques de saint Éloi ne soient profanées, les fait enlever du monastère de Saint-Loup et transporter à l'intérieur des fortifications. La petite abbaye voisine Saint-Étienne de Morlincourt est réunie à Saint-Éloi par l'évêque Transmar en 945. Les religieux ayant été tués ou dispersés par les Vikings, des clercs séculiers s'établissent dans l'abbaye avec le titre de chanoines vers 945. L'évêque Lindulfe rétablit les religieux. Vers l'an 982, il obtient du roi Lothaire, son oncle, une charte dans laquelle le roi permet aux religieux de rétablir leur monastère et déclarent qu'ils demeureront toujours en possession de l'abbaye Saint-Éloi. Elle est restaurée en 986. En 1035, l’évêque de Noyon intervient pour désigner l'abbé. 
Une nouvelle église est commencée, en 1207, sous l´abbatiat de Raoul II et achevée sous celui de Robert en 1240.
Il y a entre le chapitre de la cathédrale et l'abbé de Saint-Éloi une dispute, au sujet du corps et des reliques de saint Éloi, qui dure du XIIIe siècle au XIVe siècle. Les religieux en appellent au pape Innocent IV et au début de l’année 1256, la communauté des moines décide d’envoyer en cour de Rome son abbé Jean.
La guerre de 1472 cause à l'abbaye des dégâts et des pertes importantes. Charles le Téméraire, voyant qu'il ne peut réussir à s'emparer de la ville de Noyon, brûle les faubourgs. L'abbaye Saint-Éloi n'est pas épargnée, les bâtiments sont renversés, les titres, cartulaires, archives sont pillés ou brûlés. 
En 1552, Marie d'Autriche, reine de Hongrie, ravage, avec le comte de Rœux, toute la Picardie. Les religieux sont contraints de fuir avec les habitants et ne se réunissent dans leur monastère qu'après la conclusion de la paix signée en 1559,
En juillet 1591, Henri IV attaque l'abbaye Saint-Éloi qui avait été fortifiée par les habitants. La position est emportée d'assaut et les assiégés en se retirant mettent le feu aux bâtiments de l'abbaye. Après la reddition de la ville, Henri IV donne le revenu du monastère à Antoine d'Estrées, qu'il avait nommé gouverneur, et fait construire sur l'emplacement même une citadelle destinée à tenir désormais la ville en respect. Henri IV rend un arrêt, le 21 février 1603, qui permet aux religieux de Saint-Éloi de rentrer dans la place, mais il n'est pas mis à exécution. Charles de l'Aubespine, abbé commendataire, obtient de Louis XIII un arrêté, du 30 mars 1630, fondé sur celui de son père, qui dit que les religieux rentreraient dans la portion de la citadelle où était l'ancienne abbaye, leur donnant les bâtiments, avec les deux tiers des matériaux de la forteresse, provenant de leur monastère; Les fortifications sont démolies et les religieux utilisent les bâtiments qui avaient servi aux soldats, la salle d'armes est convertie en église; le logis du gouverneur devient le logis abbatial. Les principales réparations sont faites en une année, et les religieux qui avaient logé en dernier lieu au Petit-Ourscamp, reprennent possession de leur abbaye.
L'abbaye adhère à la congrégation des Exempts puis à celle de Chezal-Benoît avant de rejoindre la congrégation de Saint-Maur en 1631. 
En 1649, une nouvelle abbaye est construite dans la ville close avec une nouvelle église consacrée le 11 mai 1682.
Le 13 février 1790, l'Assemblée constituante prononce l'abolition des vœux monastiques et la suppression des congrégations religieuses. L'abbaye est fermée et vendue en 1792, comme bien national. Le couvent et l'église Saint-Éloi sont démolis pour en vendre les matériaux.

## Abbés
D'après Colliette et Tassus :

### Abbés réguliers
- ~645 : Sparvus, choisi par Saint Eloi
- 880-980 : interruption
- ~980 : Litramnus, Litranne
- Albert I
- Manassés
- ~1035 : Letbrardus (†1035)
- 1035 : Remy I (†1059)
- 1059: Angelbertus, Engelbert (†1073)
- ~1069 : Remy II
- Michel
- ~1083-1102 :Jean I
- ~1109 : Fulgence
- Albert II
- ~1115-1120 : Eustache
- ~1123 : Thierry, moine de Saint-Nicolas-aux-Bois, évêque d'Amiens en 1144.
- ~1147-1168 : Guibaldus, Guibaud (†1168), prieur puis abbé.
- ~1168 : Radulphus, Raoul I
- ~1179 : Rainaud I ou Renaud
- ~1191 : Gérard I (†1197)
- 1197-1232 env. : Radulphus, Raoul II
- 1232-1243 : Robert (†1251), abdique en 1243
- 1242 : Jean II (†1257)
- 1257 : Rainaud II
- ~1260-1270 : Jean III
- ~1276 : Gérard II
- ~1290 : Jean IV
- ~1302 : Radulphus, Raoul III
- ~1306 : Jean V
- ~1307 : Nicolas
- ~1310 : Gobert
- ~1330 : Simon
- ~1342 : Jean VI de Kefvillers
- ~ 1364 :Gérard III ou Géraud dit Paute, transféré à l'abbaye de Saint-Benoît-sur-Loire (1372-1373), puis abbé de Marmoutier (1376-1384).
- ~1373 : Hugues
- Gérard IV dit d'Athies (†1404), seigneur de Moyencourt, archevêque de Besançon en 1392.
- 1392-1402 : Pierre dit d'Agneville (~1402), moine de l'abbaye Saint-Bénigne de Dijon, abbé et professeur de droit canon à Paris.
- 1402 : Gilles dit de l'Atre, docteur et professeur en droit canon.
- ~1414-1420 : Jean VII, docteur et professeur de théologie à l'université de Paris.
- 1420 : Jean VIII d'Artemps, docteur en théologie, nommé abbé d'Alchiacum en 1407, par l'anti-pape Pierre de Lune, s'en démit trois ou quatre ans après.
- Jean IX dit Forteron (†1432)
- Jean X dit Ducastel ou Duchatel (†1442) ou du Châtel, diacre en 1404 puis prévôt et élu abbé en 1432. Apparenté ou non au chanoine Mathieu du Chastel, mort le 16 juillet 1483.
- 1442 : Jean XI dit le Doyen
- Jean Franquet (†1471)
- 1471-1507 : Pierre de Marle, trésorier de l'abbaye, dernier abbé régulier.

### Abbés commendataires
À partir du concordat de Bologne, commence la série des abbés commendataires et seigneurs temporels, nommé par le roi :
- 1507-1525 : Charles d'Hangest de Genlis, Confusion avec Jean d'Hangest ?: (1506- 2 février 1577), il succède à son oncle comme évêque-comte de Noyon, par dispense en 1525, du pape Clément VII. Abbé commendataire de l'abbaye Sainte-Élisabeth de Genlis de 1545 à 1548. Il rend hommage au roi de France le 8 mai 1533 pour Genlis, La Taule, Le Bac-d'Arblincourt[6] , etc..
- 1526- : Claude de Hangest de Dive, neveu du précédent.
- 1541-1549 : François de Tournon, cardinal-évêque d'Ostie
- 1549-1555 : Jean de Barbançon, évêque de Pamiers.
- 1555-1564 : Philibert Delorme (1514-1570), architecte[7].
- 1570-1579 : Sébastien de L'Aubespine, évêque de Limoges et de Vannes
- 1579-1596 : Jean de L'Aubespine, évêque d'Orléans
- 1596 : Pierre Cadot
- 1616-1630 : Gabriel de L'Aubespine, comte de Laon, évêque d'Orléans, conseiller d'État
- 1630-1653 : Charles de L'Aubespine, marquis de Châteauneuf-sur-Cher.
- 1653-1720 : Charles-François de Loménie de Brienne, évêque de Coutances

La mense abbatiale de Saint-Éloi fut réunie ensuite à celle de l'abbaye de Chelles.
- 1720-1734 : Louise Adélaïde d'Orléans, fille du régent Philippe d'Orléans

La mense abbatiale de Saint-Éloi fut mise en économat.
- 1734-1742 : Henriette-Louise de Bourbon-Condé, abbesse de Beaumont-les-Tours
- interruption
- 1761 : Élisabeth-Théodose Le Tonnelier de Breteuil

## Prieurés
L'influence de l'abbaye s'étend sur les prieurés où elle envoie ses religieux et recueille les revenus :
- Prieuré de Saint-Remy, puis Saint-Blaise de Noyon, fondé en 1045
- Prieuré Saint-Jean-Baptiste de Vendeuil
- Prieuré de Verly
- Prieuré de Vrély
- Prieuré d’Englos, cédé aux jésuites sur ordre de Jean Vendeville, évêque de Tournai (1586-1592)[8],
- Prieuré de Wavrin fondé en 1151.Les religieux de Saint-Éloi qui résidaient à Wavrin étaient communément appelés prieurs et leur habitation s'appelait le prieuré. Mais dans un acte de 1380, l'abbé et les religieux de Noyon déclarent que « cette ferme est une maison ou cense séculière et n'a jamais été ni prévôté, ni prieuré, ni bénéfice[9].

## Droit de patronage et dîmage
L'abbaye a le droit d'élire et de pourvoir aux cures des églises dont elle est patron, de prêtres qu'elle présente à l'ordination de l'évêque diocésain. C'est le droit de patronage, de présentation à l’évêque et de nomination d'un desservant aux églises ou cures (paroisses) où elle percevait les grosses dîmes.
Il présentait à l'évêque pour la nomination aux cures de Babœuf, Béhéricourt, Grandrû, Genvry, Varipont ou Appilly, Pont-l'Évêque, St-Eloi de Noyon, Saint-Étienne de Noyon ou Morlincourt, Bussy, Pimprez, Ribécourt, Rembercourt, Crisolles, Artang, Annoi,  Canny, Suzanne (1089), Becquincourt (1069), Vaux (1089), Jehancourt (1049), Le Verguier, Omiécourt, Fonches, Conchy-les-Pots, Beuvraignes (1048), Oroir, Sancourt, Verly, Sancourt, Méharicourt (1048), Hercquingem, Radingem, Wavrin, Noyelles.

## Patrimoine foncier
Lindulphe, évêque de Noyon et seigneur de Chauny, donne à Cens, les revenus de sa seigneurie et de l'église de Chauny aux religieux de Saint-Eloi de Noyon, du consentement du roi Lothaire et obtient du Pape Jean XV la confirmation de cette aumône et des biens dont les religieux de Saint-Eloi étaient déjà en possession.
L'évêque Simon confirme par une charte de 1128, la cession faite par l'église de Noyon aux abbés et religieux de Saint-Eloi, du moulin de Pulset, à la charge de lui payer par an trois muids de bled à prendre sur la grange de l'abbaye.

## Héraldique
| Armoiries de l'Abbaye Saint-Éloi de Noyon. | Les armes de l'abbaye se blasonnent ainsi : D'azur à un écusson de gueules chargé de trois coupes couvertes d'or, accompagné de trois fleurs-de-lis du même. |